# PGC 39058
```

```

PGC 39058 هي مجرة قزمة تقع على بعد 14 مليون سنة ضوئية في كوكبة التنين. وهي مجرة خافتة ومحجوبة من قبل HD 106381، النجم المتواجد في المقدمة مما يجعل من الصعب مراقبتها.